# Tengen Toppa Gurren-Lagann
Tengen Toppa Gurren Lagann (japonès: 天元突破グレンラガン, lit. 'Forada el cel, Gurren Lagann'), és una sèrie anime dirigida per Hiroyuki Imaishi, escrita pel veterà Kazuki Nakashima i co-produïda pels estudis Gainax, Aniplex i Konami l'any 2007 (de l'1 d'abril al 30 de setembre). Es va començar a emetre al Japó l'1 d'abril de 2007 i consta de 27 episodis més dues pel·lícules recopilatòries amb algunes imatges noves. A més, consta també d'un manga que es publica mensualment a la revista Dengeki Comic Gao!, on va publicar-se per primer cop el 27 d'abril de 2007.

## Argument
La història ens situa en un futur en què els humans són forçats a viure en petites ciutats subterrànies, que no estan connectades ni entre elles ni amb la superfície. Kamina, un jove de Jiiha, està obsessionat amb sortir a la superfície per viure aventures i seguir els passos del seu pare. Per altra banda, en Simon és un jove despreocupat i excavador que un dia es troba un petit trepant que guarda com si fos un amulet, i més tard es troba amb en Kamina, qui el convenç perquè l'ajudi a sortir a la superfície. Després d'un primer intent sense èxit acaben castigats per l'alcalde i en Kamina acaba a la presó. Aquesta mateixa nit en Simon descobreix, mentre excava, una "gran cara" i va corrents a avisar a en Kamina per explicar-li-ho i l'ajuda a escapar-se excavant un nou forat. Mentre es dirigeixen de nou cap a la gran cara es produeix un terratrèmol i una gran cara molt més gran cau de la superfície. També apareix Yoko, una jove que intenta derrotar la cara gegant. És llavors quan Yoko explica a en Simon i a en Kamina que la superfície està dominada pels Gunmens, cares grans pilotades. Tot seguit en Simon condueix a la Yoko i a en Kamina fins a la cara que va descobrir i, un cop allí, en Simon acaba muntant-se en la cara per pilotar-la. Així doncs, l'amulet d'en Simon comença a brillar a la vegada que també un fa una ranura amb la forma del trepant. D'aquesta manera el Gunmen que pilota en Simon s'activa i lluita contra el Gunmen caigut de la superfície. I d'aquesta manera comença una aventura per aconseguir arribar a la superfície i "foradar el cel", com diu en Kamina.
Un cop a la superfície veuen que encara hi ha molts més robots grans i pilotats per Homes Bèstia que apareixen durant el dia. En Simon i en Kamina ajuden a la Yoko i al seu poble a derrotar tres Gunmnens més i en Kamina se n'apodera d'un, anomenant-lo Gurren. És llavors quan decideixen començar el seu viatge per trobar la Base Principal dels Homes Bèstia, acompanyats per la Yoko i una mecànica del seu poble, anomenada Leeron.

## Personatges principals
Simon (シモン, Shimon)
Veu: Tetsuya Kakihara
És el protagonista de la sèrie, un noi de catorze anys molt hàbil excavant i que un dia troba un robot al que més tard anomenen Lagann, el qual acaba pilotant per lluitar contra els Gunmens. Està enamorat de la Yoko, però més tard descobreix que a qui estima la Yoko és a en Kamina.
Kamina (カミナ)
Veu: Katsuyuki Konishi
Un altre protagonista. És el líder de la Brigada Gurren i amic de Simon, al qual protegeix, ajuda i hi confia com si fos el seu germà. És una mica fanfarró, però en el fons és una bona persona i és el més valent de tots. No es rendeix mai, per més impossible que sembli l'objectiu.
Yoko (ヨーコ, Yōko)
Veu: Marina Inoue
Una altra dels protagonistes de la sèrie. És una noia que acompanya a en Simon y a en Kamina. Tracta a en Simon com si fos el seu germà petit i està enamorada d'en Kamina. Quan s'enfada pot tenir molt mal geni, però quan està tranquil·la és encantadora. Sempre vesteix roba molt curta i descarada, i va equipada amb un enorme rifle.
Rossiu (ロシウ, Roshiu)
Veu: Mitsuki Saga
Jove habitant de la ciutat subterrània anomenada Adai, on la gent té un Gunmen com a Déu. A Adai s'elegeixen de tant en tant un parell de persones que han de marxar a la superfície per no sobrepassar els 50 habitants de població. Quan un parell de nens bessons anomenats Gimmy i Darry són elegits per marxar, Rossiu decideix marxar amb ells i, un cop a la superfície, s'uneixen a la Brigada Gurren.
Nia (ニア)
Veu: Yukari Fukui
Noia misteriosa que en Simon troba per casualitat en una càpsula. No ha tingut cap contacte amb cap humà que no sigui el seu pare i és molt curiosa i innocent. Durant els viatges amb la Brigada descobreix que el món no és pacífic i té una gran amistat amb en Simon.
Homes Bèstia
Els Homes Bèstia són éssers creats i clonats per en Lord Genome per pilotar els Gunmen. A l'haver sigut creats d'aquesta manera, els Homes Bèstia no es poden reproduir (i la resta d'animals del planeta tampoc).
Viral (ヴィラル, Viraru)
Veu: Nobuyuki Hiyama
Viral és un Home Bèstia que obeeix les ordres de Lord Genome i s'enfronta en diverses ocasions amb Kamina i Simon en el primer arc argumental de la història. Set anys més tard Viral és el líder d'un grup d'enemics que ataquen Kamina City i acaba a la presó. Allà, al cap d'un temps, també hi acaba en Simon i amb l'ajuda de la Yoko ambdós escapen per reunir de nou la Brigada Gurren i fer front als Anti-Spiral.
Lord Genome (ロージェノム, Roojenomu)
Veu: Narushi Ikeda
És Rei Hèlix, que governa des de la ciutat principal, Teppelin. És un humà immortal que ha viscut durant més de 1000 anys. Quan en Simon i la Nia finalment arriben on és ell, en Lord Genome reivindica abans de morir que la raó per la qual ha mantingut als humans a sota la superfície és per protegir la humanitat, ja que quan el nombre d'humans que habitin a la superfície arribi a un milió, hi haurà una catàstrofe terrible. Les seves memòries són recuperades per l'equip de recerca d'en Rossiu un cop Kamina City està construïda. Més tard se sap que Lord Genome havia format part d'un grup que lluitava contra els Anti-Spirals, els Cavallers Spiral, que va lluitar i protegir la galàxia de l'amenaça d'aquests. Al final, però, la Tribu Spiral va perdre la guerra i la Tribu Anti-Spiral (la Tribu Han-Rasen) prengué el control de l'Univers.
Boota (ブータ, Buuta)
És un petit talp que en Simon cuida com la seva mascota. La seva aparença no canvia al llarg dels anys i, tot i que no pot parlar, pot entendre als humans i sembla tenir una intel·ligència semblant a la d'aquests. Sempre roman a l'espatlla d'en Simon o entre els pits de la Yoko. Va arrencar-se una part del cos per poder alimentar en Simon i en Kamina en una situació d'emergència perquè aquests dos poguessin seguir lluitant. Mai s'ha separat d'en Simon, fins i tot quan va anar a la presó. El nom de Boota prové de la paraula buta (豚) que significa porc.

## Llista de Gunmens
- Lagann: És el Gunmen que troba en Simon mentre excava. Qui li va posar aquest nom va ser en Kamina. Té l'habilitat d'unir-se amb qualsevol altre gunmen.
- Gurren: És el Gunmen d'en Kamina, que se n'apodera després de prendre-li a un enemic amb l'ajuda d'en Simon. Quan no està unit amb el Lagann no es diferencia massa d'un Gunmen normal. Al llarg de la sèrie aquest Gunmen és pilotat per molts personatges: homes bèstia, en Kamina, en Rossiu, la Yoko, en Kinon i fins i tot en Viral.
  - Gurren-Lagann: És la unió del Lagann d'en Simon i el Gurren d'en Kamina. Bàsicament el Lagann s'uneix al Gurren perforant-li la part superior. El control del Gurren-Lagann és compartit pels dos pilots de les diferents parts. El Gunmen porta unes ulleres de sol en el pit que utilitza com a boomerang i pot convertir qualsevol part de l'aparell en una broca de diferents mides.
- Enki: És el Gunmen d'en Viral. El casc del Gurren-Lagann és original d'aquest Gunmen. En Kamina li va robar durant una batalla.
  - Enkidu: Després de perdre el casc, en Viral fa algunes modificacions al Enki i el reanomena Enkidu.
  - Enkidudu: És la tercera versió de l'Enki. Apareix al final del segon arc argumental i en el tercer. Respecte a l'Enkidu, se li han afegit dues extremitats més.
- Dai-Gunzan/Dai-Gurren: El Dai-Gunzan és un dels Gunmens més grans vistos a la sèrie. És com un vaixell de guerra amb extremitats per moure's per terra. Un cop la Brigada Gurren el captura i se n'apodera, el reanomenen Dai-Gurren. Més tard, durant l'episodi 13, la Brigada Gurren aconsegueix endur-se el motor del Dai-Gunten i l'instal·len en el Dai-Gurren, aconseguint d'aquesta manera que pugui volar.
- Byakou: És el Gunmen personalitzat d'en Thymilph.
- Dai-Gunkai: És el Gummen de transport de l'Adiane. És un submarí.
- Sayrune: És el Gunmen personalitzat de l'Adiane.
- Dai-Gundo: És el Gunmen de transport d'en Guame. És una mitja esfera molt gran que pot girar sobre si mateixa generant tornados.
- Gember: És el Gunmen personalitzat d'en Guame.
- Dai-Gunten: És el Gunmen de transport d'en Cytomander. És semblant a una nau espacial, ja que pot volar.
- Shuzack: És el Gunmen personalitzat d'en Cytomander.
- Tepperin: És la capital imperial de la superfície terrestre. És un Gunmen gegant on resideix el Rei Espiral.
- Lazengann: És el Gunmen personalitzat del Rei Espiral, molt semblant al Gurren-Lagann.
- Gulaparl: Són un tipus de Gunmens produïts en massa un cop la ciutat de Kamina City està construïda. Destaquen en Gimmy i la Darry entre els pilots que els controlen.
- Mugann: Literalment "sense cara". Apareixen en el tercer arc argumental com als nous enemics de la humanitat.
- Arc-Gurren: La nau espacial de Lord Genome, posteriorment descoberta i utilitzada per en Rossiu.
  - Arc-Gurren-Lagann: És la unió de l'Arc-Gurren i el Gurren-Lagann.
- Cathedral Terra: Originalment era la Lluna, però va ser convertida en una nau de batalla de proporcions increïblement enormes (de la grandària de la Lluna).

## Llista d'episodis
1. Perfora el cel amb la teva broca!! - Omae no Doriru de Ten o Tsuke! (お前のドリルで天を突け！) (01-04-07)
Comença l'aventura. Al poble subterrani de Jiha apareix un Gunmen gegant al qual hauran de fer front en Simon i en Kamina amb l'ajuda de la Yoko.
2. He dit que condueixo jo!! - Ore ga Noru tte Itte'nda!! (俺が乗るって言ってんだ!!) (08-04-07)
En Simon i en Kamina acompanyen a la Yoko al seu poble natal, Ritona, però pel camí hauran d'enfrentar-se a més d'un Gunmen. En Kamina finalment s'apoderarà del Gunmen anomenat Gurren.
3. Dues cares, no em subestimis!! - Kao ga Futatsu taa Namaiki na!! (顔が2つたぁナマイキな!!) (15-04-07)
Les lluites contra els Homes Bèstia continuen, i té lloc la fusió Gurren-Lagann per primer cop, unint-se els Gunmens d'en Simon i en Kamina per esdevenir un de sol.
4. Et creus molt xulo amb tantes cares!? - Kao ga Ōkerya Erai no ka? (顔が多けりゃ偉いのか？) (22-04-07)
En Simon i en Kamina es troben amb la Germandat Negra. Aquest capítol va tenir un peculiar estil de dibuix que va indignar a molts fans, i es va canviar a partir del següent.
5. No entenc res!! - Ore ni wa Sappari Wakara Nē!! (俺にはさっぱりわからねぇ！) (29-04-07)
La Brigada Gurren arriba a un altre poble subterrani per accident. Allà coneixen a en Rossiu, en Gimmy i la Darry, que acabaran unint-se més tard a la Brigada.
6. Necessiteu uns banys termals!! - Temēra Zenin Yuatari Shiyagare!! (てめえら全員湯あたりしやがれ!!) (06-05-07)
La Brigada Gurren es perd mentre persegueix un Gunmen i acaba en uns banys termals.
7. Això és el que s'ha de fer! - Sore wa Omae ga Yaru n da yo! (それはお前がやるんだよ!) (13-05-07)
Viral reapareix per atacar, però aquest cop no ho fa sol, sinó que l'acompanya el Dai-Gunzan.
8. Adéu, amics. - Abayo, Dachikō (あばよ、ダチ公) (20-05-07)
Es produeix la batalla definitiva contra el Dai-Gunzan i finalitza així el primer arc argumental.
9. Què és una persona? - Hito tte Ittai Nan desu ka? (ヒトっていったい何ですか?) (27-05-07)
Apareix la Nia, a qui en Simon troba tancada en una càpsula abandonada.
10. Qui era el teu germà? - Aniki tte Ittai Dare desu ka? (アニキっていったい誰ですか?) (03-05-07)
La Nia té curiositat per saber-ho tot sobre en Kamina. En aquest capítol també se sap qui és el pare de la Nia.
11. Som-hi, Simon - Shimon, Te o Dokete (シモン、手をどけて) (10-06-07)
La Brigada és capturada per en Guame, que s'apodera del Dai-Gurren (així s'anomena ara el Dai-Gunzan), però no per massa temps.
12. Yoko, he de demanar-te un favor. - Yōko-san, Onegai ga Arimasu (ヨーコさん、お願いがあります) (17-06-07)
La Brigada arriba al mar i es topa amb Adiane durant el viatge.
13. Acabeu-vos tot el que hi ha al plat - Mina-san, Ta~n to Meshiagare (みなさん、た～んと召し上がれ) (24-06-07)
La Nia vol fer quelcom útil i decideix convertir-se en la cuinera de la Brigada. Mentrestant, Adiane ataca de nou.
14. Salutacions a tothom - Mina-san, Gokigenyou (皆さん、ごきげんよう) (01-07-07)
La Brigada s'enfronta ara a les forces combinades d'en Cytomander i d'en Guame.
15. Jo agafaré el demà - Watashi wa Ashita e Mukaimasu (私は明日へ向います) (08-07-07)
En Simon i la Nia s'enfronten al Rei Spiral (Lord Genome) i aquesta batalla posa punt final al segon arc argumental.
16. Episodi resum - Soshuhen (総集片) (15-07-07)
Episodi resum de tota la història fins al moment.
17. No entens res - Anata wa Nani mo Wakatte Inai (あなたは何も分かっていない) (22-07-07)
Durant els següents set anys una nova civilització creix i prospera liderada per en Simon. La pau i tranquil·litat que hi ha ara, però, es veu interrumpida quan els successos que va dictar Lord Genome abans de morir comencen a tenir lloc.
18. Deixa'm escoltar-los, els misteris d'aquest món - Kikasete Morau zo Kono Sekai no Nazo o (聞かせてもらうぞ この世界の謎を) (29-07-07)
Després del primer atac dels Anti-Spiral i el sorprenent discurs de la Nia, en Simon es desespera mentre en Rossiu completa el seu projecte secret.
19. Sobreviurem sigui com sigui - Ikinokoru n da Donna Shudan o Tsukatte mo (生き残るんだ どんな手段をっても) (05-08-07)
Per calmar la ira dels ciutadans, Rossiu decideix arrestar a en Simon. Però quan els Anti-Spirals comencen un nou atac a gran escala, no li queda més remei que permetre a en Simon pilotar el Gurren-Lagann de nou, encara que s'encarrega de tenir-lo sota control d'una manera molt extrema.
20. Fins quan Déu ens posarà a prova? - Kami wa Doko made Bokura o Tamesu (神はどこまでぼくらを試す) (12-08-07)
En Simon acaba compartint cel·la a la presó amb en Viral, mentre que en Kittan descobreix la veritat sobre els plans d'emergència d'en Rossiu.
21. Tu has de sobreviure - Anata wa Ikinokoru Beki Hito da (あなたは生き残るべき人だ) (19-08-07)
En aquest episodi veiem la tranquil·la vida que ha tingut la Yoko d'ençà que acaba el segon arc argumental. Quan la posen al dia del que està passant a Kamina City, però, agafa les armes i s'hi dirigeix per rescatar a en Simon i reunir la Brigada Gurren de nou.
22. Aquest és el meu últim deure - Sore ga Boku no Saigo no Gimu da (それが僕の最後の義務だ) (26-08-07)
El Gurren-Lagann i l'Arc-Gurren s'ajunten per formar l'Arc-Gurren-Lagann i així poder aturar el Programa d'Extermini de la Humanitat.
23. Som-hi tots, és la lluita final - Iku zo Saigo no Takakai da (行くぞ 最後の戦いだ) (02-09-07)
Tots els membres de la Brigada Gurren fan els preparatius per la imminent guerra contra els Anti-Spiral, però en Rossiu desapareix. Quan la Kinon li explica a en Simon els motius de la desaparició d'en Rossiu, ambdós comencen una desesperada cerca per trobar-lo.
24. Mai oblidarem aquest minut i aquest segon - Wasureru Mono ka Kono Ippun Ichibyō o (忘れるものか この一分一秒を) (09-09-07)
Guiats pels sentiments d'en Simon i la Nia tenen entre ells, la Brigada Gurren trenca les barrers de les dimensions per trobar la base dels Anti-Spiral. Quan cauen a la trampa de l'enemic, però, alguns membres del grup se sacrifiquen per protegir els seus companys.
25. Accepto el teu últim desig! - Omae no Ishi wa Uketotta! (お前の遺志は受け取った!) (16-09-07)
La Brigada Gurren intenta escapar sense èxit de l'oceà de la desesperació creat pels Anti-Spirals, fins que un altre membre irremplaçable del grup se sacrifica per salvar la humanitat.
26. Som-hi, amics meus - Ikuze Dachikō (いくぜダチ公) (23-09-07)
Després de convertir la nau espacial en el Chouginga Gurren-Lagann, en Simon i els seus amics comencen a guanyar terreny a l'enemic, però aquest comença a fer servir les memòries i els destijos d'ells en contra seva. Finalment, un vell amic del passat apareix per ajudar-los.
27. Totes les llums del cel són estrelles - Ten no Hikari wa Subete Hoshi (天の光はすべて星) (30-09-07)
Finalment en Simon i la Nia es troben de nou i, combinant el poder de tots els seus membres, la Brigada Gurren crea el Tengen Toppa Gurren-Lagann, i comença una definitiva batalla de proporcions còsmiques contra els Anti-Spiral.

## Música
Opening:
- Sky-color Days (空色デイズ, Sorairo Deizu), de Shoko Nakagawa

Endings:
- Underground (1-15), de High Voltage
- Happily Ever After (16), de Shoko Nakagawa
- Everyone's Pace (みんなのピース, Minna no Pīsu) (17-27), d'Afromania

BSO:
- Durant l'emissió de l'episodi número 22 es va anunciar que la Banda Sonora Original de la sèrie sortiria el 3 d'octubre del 2007.

## Videojocs
Konami desenvolupà un videojoc online que fou llençat al mercat el 25 d'octubre de 2007 per a la consola Nintendo DS amb el títol Tengen Toppa Gurren Lagann Chouzetsu Hakkutsu ONLINE (天元突破グレンラガン 超絶発掘ONLINE, Tengen Toppa Gurren Lagann Chouzetsu Hakkutsu ONLINE).
En el videojoc, els usuaris reben el rol d'un excavador en primera persona, amb l'objectiu de fer forats allà on es vulgui per trobar tota mena de tresors. També hi ha una tenda on comprar noves broques, l'encarregat de la qual s'anomena Asaki. El jugador pot, a més, col·leccionar cartes intercanviables digitals.